# Strolghino
Le strolghino est un type de saucisson italien de petite taille, typique des provinces de Parme et de Plaisance.

## Composition et préparation
Le strolghino est obtenu à partir de garnitures maigres de jambon et de culatello di Zibello, elles-mêmes obtenues à partir de viande de porc,. Lors de la préparation du culatello, il est nécessaire de le découper pour lui donner sa forme traditionnelle de poire. Pour ne pas être gâchée, la viande restante est utilisée pour le strolghino. Compte tenu de sa taille et de sa maigre composition, ce saucisson a un court temps d’affinage, généralement de 20 jours.
Il est traditionnellement en forme de fer à cheval d’un diamètre d'environ 3 cm avec un poids entre 0,5 et 1 kg. La viande, finement hachée, est insérée dans du boyau de porc.

## Origine du nom
Le nom strolghino vient de strolga, terme du dialecte émilien qui désigne une voyante ou un astrologue. Cette origine est due au fait qu'il était utilisé pour prédire le vieillissement de salamis de plus grande taille. Une autre explication, moins répandue, explique cette dénomination par la difficulté d’une préparation et d’un assaisonnement corrects du produit, pour lesquels une voyante est nécessaire.

## Consommation
Le strolghino est très maigre et a un goût doux et délicat. Il doit être consommé tendre et est traditionnellement coupé en tranches diagonales très épaisses et servi avec des croûtons ou du pain parfumé à l'apéritif.

## Conservation
Le strolghino est conservé dans un endroit humide et frais pour éviter qu’il ne dessèche.

## Curiosités
Le strolghino le plus long du monde a été réalisé à Zibello en 2003,. Il mesurait près de 500 mètres.